# سد لشیوا
سد لشیوا (به لاتین: Laxiwa Dam) یک سد و نیروگاه برقابی در چین است که در چینگهای واقع شده‌است.